# Phương diện quân Belorussia
Phương diện quân Belorussia (tiếng Nga: Белорусский фронт) là một tổ chức tác chiến chiến lược của Hồng quân Liên Xô trong Thế chiến thứ hai, với địa bàn tác chiến chủ yếu trên hướng Belorussia.

## Hình thành
Giữ năm 1939, Hiệp ước Molotov-Ribbentrop giữa Liên Xô và Đức Quốc xã phân chia vùng ảnh hưởng tại Ba Lan. Chỉ vài ngày sau đó, Đức tấn công Ba Lan. Ngày 11 tháng 9, các quân khu đặc biệt Belorussia và Kiev đã nhận được lệnh triển khai các khu vực dã chiến. Phương diện quân Belorussia cũng được thành lập trên cơ sở Quân khu đặc biệt Belorussia, chuẩn bị tiến quân theo hướng Tây vào Ba Lan để chiếm vùng lãnh thổ của Tây Belarus.
Mặc dù nhiều vụ đụng độ đã xảy ra giữ quân đội Ba Lan với Hồng quân Liên Xô, nhưng hầu hết các đơn vị Ba Lan đều nhanh chóng đầu hàng. Đến ngày 1 tháng 10, Hồng quân đã tiến đến khu vực ranh giới đã thỏa thuận trước với bộ chỉ huy quân Đức. Một số khu vực đã bị quân Đức tiến chiếm trước, được bàn giao lại cho Hồng quân như khu vực Pháo đài Brest.
Sau khi chiến dịch Ba Lan kết thúc, ngày 14 tháng 11 năm 1939, Phương diện quân Belorussia lại được chuyển thành Quân khu đặc biệt Belorussia.
Biên chế chủ yếu
- Tập đoàn quân 3
- Tập đoàn quân 4
- Tập đoàn quân 10
- Tập đoàn quân 11
- Cụm kỵ binh - cơ giới tiền phương Boldin
- Quân đoàn súng trường độc lập 23

Mỗi binh đoàn có bộ sung một số phi đội hàng không hỗ trợ.

## Trong chiến tranh Vệ quốc vĩ đại
Ngày 20 tháng 10 năm 1943, Phương diện quân Belorussia được thành lập theo chỉ thị ngày 16 tháng 10 năm 1943 của Đại bản doanh Bộ Tổng tư lệnh tối cao Liên Xô (Stavka), trên cơ sở đổi tên từ Phương diện quân Trung tâm. Sau khi thành lập, các đơn vị của phương diện quân từ một bàn đạp trên sông Sog Pronya đã quay sang tấn công theo hướng Gomel-Bobruisk, kết quả là chiếm được các bàn đạp trên sông Dnepr và đe dọa vào sườn nam của cụm quân Gomel thuộc Tập đoàn quân 2 Đức. Trong cuộc tấn công tiếp theo vào tháng 11 năm 1943, phương diện quân đã giải phóng Rechitsa và Gomel. Tháng 1 năm 1944, phương diện quân giải phóng Kalinkovichi, Kostopol, Mozyr.
Trong thời giang 4 tháng tồn tại, Phương diện quân Belorussia đã tham gia các chiến dịch sau:
- Chiến dịch tấn công Gomel-Rechitsa năm 1944
- Chiến dịch tấn công Kalinkovichi-Mozyr năm 1944
- Chiến dịch tấn công Rogachev-Zhlobin năm 1944

Ngày 24 tháng 2 năm 1944, Phương diện quân Belorussia được đổi tên thành Phương diện quân Belorussia 1 theo chỉ thị ngày 17 tháng 2 năm 1944 của Stavka.
Biên chế chủ yếu
- Tập đoàn quân 3
- Tập đoàn quân 48
- Tập đoàn quân 50
- Tập đoàn quân 61
- Tập đoàn quân 63
- Tập đoàn quân 65
- Tập đoàn quân không quân 16
- Tập đoàn quân 10 (từ ngày 21 tháng 2 năm 1944)
- Tập đoàn quân 11 (từ ngày 23 tháng 10 năm 1944)

## Tái lập
Chưa đầy 2 tháng sau, Phương diện quân Belorussia lại tái lập vào ngày 5 tháng 4 năm 1944 dựa trên chỉ thị ngày 2 tháng 4 năm 1944 của Stavka, đổi tên Phương diện quân Belorussia 1 trở lại thành Phương diện quân Belorussia. Các lãnh đạo của phương diện quân vẫn là Đại tướng K.K. Rokossovsky (Tư lệnh), Trung tướng K.F. Telegin (Ủy viên Hội đồng quân sự) và Thượng tướng M.S. Malinin (Tham mưu trưởng). Tuy nhiên, chỉ vài ngày sau đó, theo chỉ thị ngày 12 tháng 4 năm 1944 của Stavka, ngày 16 tháng 4 năm 1944, Phương diện quân Belorussia một lần nữa đổi tên thành Phương diện quân Belorussia 1.
Biên chế chủ yếu
- Tập đoàn quân 3
- Tập đoàn quân 47
- Tập đoàn quân 48
- Tập đoàn quân 61
- Tập đoàn quân 69
- Tập đoàn quân 70
- Tập đoàn quân Không quân 16
- Giang đội Dnepr

## Lãnh đạo phương diện quân

### Tư lệnh
| STT | Ảnh | Họ tên           | Thời gian sống | Thời gian tại nhiệm            | Cấp bậc tại nhiệm                  | Ghi chú                                                                             |
| --- | --- | ---------------- | -------------- | ------------------------------ | ---------------------------------- | ----------------------------------------------------------------------------------- |
| 1   |     | M.P. Kovalyov    | 1897 - 1967    | tháng 9, 1939 - tháng 11, 1939 | Tư lệnh Tập đoàn quân bậc 2 (1939) | Thượng tướng (1943). Phó Tư lệnh thứ nhất Quân khu Leningrad.                       |
|     |     |                  |                |                                |                                    |                                                                                     |
| 2   |     | K.K. Rokossovsky | 1896 - 1968    | tháng 10, 1943 - tháng 2, 1944 | Đại tướng (1943)                   |                                                                                     |
|     |     |                  |                |                                |                                    |                                                                                     |
| 3   |     | K.K. Rokossovsky | 1896 - 1968    | tháng 4, 1944                  | Đại tướng (1943)                   | Nguyên soái Liên Xô (1944). Nguyên soái Ba Lan (1949). Tổng thanh tra Bộ Quốc phòng |

### Ủy viên Hội đồng quân sự
| STT | Ảnh | Họ tên        | Thời gian sống | Thời gian tại nhiệm            | Cấp bậc tại nhiệm         | Ghi chú                                                                         |
| --- | --- | ------------- | -------------- | ------------------------------ | ------------------------- | ------------------------------------------------------------------------------- |
| 1   |     | I.Z. Susaykov | 1903 - 1962    | tháng 9, 1939 - tháng 11, 1939 | Chính ủy Quân đoàn (1938) | Thượng tướng xe tăng (1944).                                                    |
|     |     |               |                |                                |                           |                                                                                 |
| 2   |     | K.F. Telegin  | 1899 - 1981    | tháng 10, 1943 - tháng 2, 1944 | Trung tướng (1943)        |                                                                                 |
|     |     |               |                |                                |                           |                                                                                 |
| 3   |     | K.F. Telegin  | 1899 - 1981    | tháng 4, 1944                  | Trung tướng (1943)        | Bị kết tội trong Vụ án chiến lợi phẩm năm 1947. Được phục hồi danh dự năm 1953. |

### Tham mưu trưởng
| STT | Ảnh | Họ tên        | Thời gian sống | Thời gian tại nhiệm            | Cấp bậc tại nhiệm       | Ghi chú           |
| --- | --- | ------------- | -------------- | ------------------------------ | ----------------------- | ----------------- |
| 1   |     | M.A. Purkayev | 1894 - 1953    | tháng 9, 1939 - tháng 11, 1939 | Quân đoàn trưởng (1939) | Đại tướng (1944). |
|     |     |               |                |                                |                         |                   |
| 2   |     | M.S. Malinin  | 1899 - 1960    | tháng 10, 1943 - tháng 2, 1944 | Thượng tướng (1943)     |                   |
|     |     |               |                |                                |                         |                   |
| 3   |     | M.S. Malinin  | 1899 - 1960    | tháng 4, 1944                  | Thượng tướng (1943)     | Đại tướng (1953)  |